# Camarilla (Marvel Comics)
La Camarilla es una sociedad secreta de supervillanos y antihéroes que aparecen en los cómics estadounidenses publicados por Marvel Comics. El grupo se formó poco después de los eventos de Invasión Secreta y aparece en la historia de Dark Reign. Surgió como una versión más malvada de los Illuminati.

## Historial de publicaciones
La Camarilla apareció por primera vez en Secret Invasion #8. Fue creada por Brian Michael Bendis y Leinil Francis Yu.

## Historia del equipo ficticio
En una presentación mostrada por Bendis durante la temporada de la convención de 2008, se hizo pública una imagen de un segundo grupo Illuminati formado por villanos y antiguos villanos, la cual presentaba la misma pose que la portada de Illuminati #1. Este grupo incluía a Namor, Doctor Doom, Emma Frost, Loki, Capucha Carmesí y Norman Osborn. Por lo tanto, se revela que el Sub-Marinero está afiliado a dos grupos Illuminati diferentes, simultáneamente aliados con héroes y villanos.
El escritor de Uncanny X-Men, Matt Fraction, mencionó en una entrevista que el anual de Uncanny X-Men en enero, explicaría cómo Emma Frost fue invitada al equipo. Se reveló que Loki tenía tratos con el Doctor Doom en números contemporáneos de Thor, y se demostró que Namor había formado una alianza con él al final de su última serie limitada. Namor ya se había alineado previamente con Doom en la serie Super-Villain Team-Up de la década de 1970. Una conexión pasada entre Emma Frost y Namor se presentó en Uncanny X-Men Annual #2, donde se reveló que ambos compartieron un breve romance, mientras ella intentaba reclutarlo como el nuevo Rey Blanco para el Club Fuego Infernal.
El grupo, referido como la Camarilla en ciertas entrevistas y en Marvel Spotlight: Dark Reign, apareció por primera vez al final de Secret Invasion #8, cuando Norman Osborn saludó a los villanos después de que se le otorgara el control de todo el programa de la Iniciativa Cincuenta Estados, y trabajara detrás de las escenas en Dark Reign.
La Camarilla es paralela a los Illuminati originales, y Bendis ha dicho "[...] la idea era, en el tono original, que había un grupo secreto, una camarilla que se formó, que era la imagen especular de los Illuminati, con cinco o seis personajes que casi reflejan al otro grupo".
- Norman Osborn, así como Tony Stark (ahora prófugo de la ley y habiendo perdido su compañía, su moral y sus amigos), es un emprendedor humano que trabaja con el gobierno. Norman también tiene un aliado misterioso y poderoso que lo respalda en caso de traición, que luego se reveló como The Void.[6]
- Doctor Doom representa el lado científico del Universo Marvel, como su rival de toda la vida, Mr. Fantástico.
- Emma Frost es una mutante telepática, similar al Profesor X. A diferencia del resto de la Camarilla, los motivos de Emma Frost para unirse a la Camarilla pueden verse como justos, debido a su deseo de forjar una alianza con Osborn que protegerá a los mutantes de la tiranía gubernamental.
- Loki es el dios nórdico de las mentiras. Su dominio de la hechicería refleja el del Dr. Strange (con quien ocasionalmente se ha enfrentado en el pasado). Loki es un miembro prominente de una comunidad sobrehumana fuera de la sociedad, los asgardianos (los dioses nórdicos).
- La Capucha Carmesí refleja a Black Bolt, un héroe-rey a cargo de un grupo de poderosos forasteros. También representa el elemento criminal de la sociedad. Su vínculo con Dormammu también lo coloca en el lado del espejo del Dr. Strange. Ahora se muestra que The Hood es superior a Strange, como dijo el propio Strange cuando los dos lucharon.
- Namor ha servido en ambos grupos; también es objeto de alianzas duales dentro de la Camarilla para potencialmente derribar a Osborn, habiendo hecho tratos paralelos con Emma Frost y el Doctor Doom para ayudarlos si alguna vez deben actuar contra Osborn.

### Reinado Oscuro
La Camarilla, es reconocida por otros villanos como un grupo extremadamente poderoso - incluso el propio Drácula buscó un acuerdo de Doom de que la Camarilla (los "nuevos aliados" de Doom) le permitiría conquistar el Reino Unido sin interferencia antes de que comenzara su asalto. Loki (un aliado personal del Doctor Doom en esta época), como la Bruja Escarlata, aunque acordó entregar un mensaje de Hank Pym en el espacio exterior a la agencia de inteligencia británica, pidiéndoles que detuvieran todo el tráfico aéreo internacional, no estaba dispuesto a violar la barrera mística que Drácula había erigido sellando en Gran Bretaña por alguna razón; aunque el propio Drácula no estaba seguro de por qué era así, afirmó que predijo que así sería. Sin embargo, en última instancia, Doom decide traicionar a Drácula y liberar a su cautiva, Meghan. La Camarilla se reúne por segunda vez desde su primer encuentro (después del destierro de Thor), proyectada sobre un plano psíquico por la voluntaria Emma Frost, quien les recuerda que instalen escudos psíquicos.
El Doctor Doom se burla arrogantemente de que no necesita tales cosas, y Loki le advierte lo contrario, ya que todas son de dudosa confiabilidad. Doom le pide a Loki que mire dentro de su alma desnuda, alegando que tiene "una fuerza a tener en cuenta". Un Osborn impaciente ordena a la Camarilla que continúe, y los seis seres más poderosos de la Tierra continúan su discusión sobre varios temas. Osborn promete hacerse cargo de los Poderosos Vengadores, y se discuten otros temas, como la búsqueda fallida de Tony Stark, la llegada de los asgardianos a Latveria (que según Loki estaba de acuerdo con su acuerdo con Doom), el restablecimiento de Doctor Doom como monarca, los mutantes masivos de San Francisco, el problema de Señor Negativo, el asalto de Punisher a Capucha, el desmantelamiento de Camp Hammond y varios otros problemas. Loki busca usar sus propios Vengadores para debilitar y romper a Osborn, un objetivo compartido por Doom y Namor, y los reúne a todos una vez más en su apariencia anterior como la Bruja Escarlata. Al final del problema, se decide no volver a reunirse así, debido a la naturaleza reveladora del plano psíquico, como se muestra cuando la cara de Osborn cambió a la de su personaje Duende Verde, Loki sonriendo cuando el Cabal se pregunta quién sugirió tal lugar de reunión en el primer lugar.
Sin embargo, la Camarilla se reencuentra en el plano psíquico con la ayuda de Emma Frost, antes de los eventos de Utopía, pero después de que los asgardianos hayan sido trasladados a Latveria. Doom le dice a la Camarilla que ya le ha dicho a Osborn cómo asaltar el Edificio Baxter, a lo que Loki comenta que los eventos en Estados Unidos siempre son de interés, aunque es cierto que menos ahora que los asgardianos se han trasladado con éxito a Latveria. Namor comenta que aunque su alianza podría ser mutuamente beneficiosa para ellos, no ve cómo podría beneficiar al resto de la Camarilla, a lo que Loki responde que una marea creciente "eleva todos los barcos", lo que Namor objeta, expresando su preferencia por una vorágine que hunde todos los barcos. Namor expresa además su disgusto por la presencia de Capucha, afirmando que los monarcas no se asocian con criminales como iguales, ante lo cual el propio Osborn defiende a Capucha. Loki (todavía en su forma femenina) también le revela a Osborn que ella era responsable de otorgarle a la nueva Hechicera de los Jóvenes Maestros sus poderes místicos, aparentemente debido a las travesuras que eso causaría.
También se estaban gestando tensiones mucho más siniestras entre los miembros de la Camarilla. Norman Osborn tenía más enemigos potenciales de los que incluso él podía imaginar. Namor y el Doctor Doom estaban trabajando en secreto a las espaldas de Osborn, conscientes de que sus complots contra Osborn podrían estallar en la batalla más grande que su dimensión haya visto nunca debería ir según el plan, habiendo formado una alianza mutua algún tiempo después de la Guerra Civil, que involucra a Namor y su gente se mudó a Latveria, con Steve Rogers caído, los Illuminati llenos de caos y desconfianza, con Stark y Xavier fallando en brindarle suficiente apoyo, y la totalidad de S.H.I.E.L.D. cazándolo. Morgan le Fay intentó desesperadamente transmitir el hecho de que Doom traicionaría a Osborn en este último, ante la aparente falta de preocupación de Osborn debido a su traje de Iron Patriot. Los propios desacuerdos de Namor y Osborn también surgieron de la reunión del Cabal de los terroristas atlantes, y el primero había abandonado los Dark X-Men, ayudando a Frost en su aparente traición a los Dark X-Men, debido a su relación romántica. El otro amor de Namor con su prima, la Agente de Atlas Namora, que está intentando sabotear a Osborn y sus fuerzas, también ha debilitado su relación de la Camarilla con él, aunque el último vínculo fue de la conspiración secreta de los ancianos atlantes para iniciar una relación y aparearse hace mucho tiempo, ya que los híbridos humanos / atlantes son tan poderosos. Namor y Namora deciden separarse ya que no estaban seguros de cuánto de sus sentimientos mutuos eran genuinos y cuánto se debía a la conspiración secreta de los ancianos. Los Agentes de Atlas, al visitar su reino, sugirieron que Namor cortara su conexión con Osborn, a lo que respondió que si ignoraba a Osborn, su gente aún se vería afectada.
Loki se había estado preparando para colocar "grietas" en la armadura mental de Osborn para acelerar su eventual caída del poder, usando a los Poderosos Vengadores para tal propósito, y planeando poner a los Poderosos Vengadores contra sus Vengadores Oscuros, en algún momento. Sin embargo, Loki también es cruel y connivencia, y está dispuesto a eliminar a aquellos que él considera posiblemente perturbadores de sus propios planes, como Cassandra Lang y Pietro Maximoff. Cuando Wiccan lanzó un hechizo para traerles a Bruja Escarlata, Loki aparece como Bruja Escarlata y declara que Cassandra Lang selló sus destinos, para ser emboscada en breve por Ronin. Muy pronto, determina que ella no es Wanda, simplemente besándola y diciendo que la verdadera Bruja Escarlata habría usado su poder para revivir al padre de Cassandra. Temeroso de exponerse debido a que la magia de Wiccan amenazaba con revelar su verdadera forma, Loki se vio obligado a irse jurando todas sus muertes. En la primera reunión de la Camarilla, Loki dice que quiere a Asgard, de vuelta en los cielos donde pertenece, cuando Namor le pregunta sobre sus propios deseos. El Hijo de Satanás, el Doctor Strange y el Doctor Vudú unieron fuerzas para purgar mágicamente a Dormammu de su recipiente, Capucha. Loki visitó a Robbins severamente quemado, revelándole su deseo de usarlo como un instrumento adicional al colapso de Osborn, y le dio una "segunda oportunidad", endeudándolo con ella; Más tarde se revela que Loki, Madame Máscara y Capucha habían viajado juntos a Cuba y habían localizado las Piedras Norn Asgardianas para que sirvieran como una nueva fuente de energía para Capucha. En Siege: The Cabal, aunque Osborn parece confiar en Loki y está trabajando con él personalmente para contrarrestar el problema de Asgard, su personaje Duende Verde (que luego se reveló que fue creado por la magia de Loki) le advierte que Loki es el Dios de la travesura. y, por tanto, no se puede confiar en él como aliado, ya que sólo busca mejorar su propia agenda. Sin embargo, los propios tratos de Capucha con Osborn, su nueva deuda con Loki y la incertidumbre de Namor de que debería pertenecer a la Camarilla, asuntos complicados aún más; A pesar de la fricción de Hood y Osborn y los diferentes puntos de vista, este último defendió a Parker cuando Namor cuestionó la posición de Capucha en su grupo secreto. Emma Frost y Parker Robbins no se conocieron antes de la primera reunión de la Camarilla, y su primer encuentro terminó mal, con Robbins amenazando a Frost, a lo que ella responde haciendo que Capucha redirija su arma a su boca y detecte la presencia de Dormammu, aunque su relación parece ser más suave la segunda vez que interactúan.
Algún tiempo después de la formación de la Camarilla, Namor se reúne en privado con T'Challa, la Pantera Negra de Wakanda, intentando reclutar al monarca de Wakanda en la Camarilla secreta, confiándole que Norman Osborn había hecho tratos con él y otros cuatro, también como revelador de las identidades de la Camarilla. T'Challa objeta, diciendo que, como incluso rechazó un asiento entre los Illuminati, una alianza de hombres honorables, no encuentra ninguna razón para afiliarse con el villano de la Camarilla. T'Challa también expresa la creencia de que él cree que Osborn es demasiado inestable para mantener su poder por mucho tiempo, a lo que Namor está de acuerdo, alegando que cuando Osborn colapsara, habría una oportunidad para que los jefes niveladores tomen el poder. Namor se fue después de decirle que había salido por respeto a su amistad y que los antiguos aliados de T'Challa eran débiles y le estrechaban la mano. Aunque Namor termina la reunión y deja a Pantera sin conflicto, T'Challa es atacado pronto por el Doctor Doom y sus Doombots, lo que resulta en su casi desaparición, para ser reemplazado por su hermana, Shuri. Los habitantes de Wakanda, especialmente Shuri, miran mal al Doctor Doom, pero Namor también, con Shuri chocando con él directamente en represalia por su participación en la caída de su hermano de la majestad y el poder, sin saber que el Doctor Doom los está engañando en secreto para que piensen que Namor estaba responsable del brutal ataque a T'Challa, no a él. Sin embargo, los Cuatro Fantásticos logran intervenir a tiempo para detener la batalla de Shuri y Namor, revelando el engaño que ambos habían estado sufriendo, y Namor se une a sus nuevos y viejos aliados contra su antiguo compañero de la Camarilla mientras comienza a ejecutar su plan maestro para el completo de tomar posesión de Wakanda.
Loki, poco antes de que Thor liberara a todos los asgardianos atrapados de sus naves mortales, contactó a Victor Von Doom místicamente a través de su espíritu y llegó a un trato, que luego se reveló como el de ofrecer a los asgardianos un hogar en Latveria después de haber desterrado a Thor. Se muestra a Loki visitando a Doom en reuniones y cenas secretas y proponiendo una relación más personal entre los dos, separada de la Camarilla, que Doom considera más una asociación, mostrando diversión en las toxinas venenosas colocadas en su comida, y los intentos de Doom de incinerarla, en la comida, alegando que Doom significaba que la estaba tomando en serio. Se revela que la Doom con la que Loki se había reunido por primera vez en la cena no era más que un duplicado robótico, y Doom lo estaba probando para ver si era el verdadero Dios de la Travesura. Loki le asegura que Odín se ha ido y Balder es débil y fácil de manipular para sus propósitos, además de abordar las preocupaciones de Doom por Thor prometiendo tratar personalmente con su hermano adoptivo. La reunión termina con el Doctor Doom aceptando los términos de Loki de trasladar a los Asgardianos a Latveria, por razones poco claras (más tarde se reveló que aparentemente era la posibilidad de robar el poder de la inmortalidad de los dioses), con Loki prometiendo otorgarle lo único que le falta, buscando convertirse en gobernante absoluto sobre los divididos asgardianos.
Loki mueve a todos los asgardianos a través de un portal que ella misma ha conjurado directamente a Latveria, que todos los asgardianos encuentran de su agrado. A medida que los eventos de Utopia comienzan a desarrollarse, Loki, habiendo sido restaurado a su forma masculina después de abandonar el cuerpo de Sif, y el Doctor Doom juntos observan cómo la situación de los mutantes se calienta, complacidos de que las cosas se estén poniendo "interesantes". Su hija Hela más tarde acepta indirectamente, pero a sabiendas, ayudar a los X-Men a disipar las fuerzas de Osborn de Utopía. Se revela que a cambio de darles a los asgardianos un nuevo hogar, Doom le ha proporcionado un pequeño ejército de Doombots para ayudarlo a matar a su objetivo, que luego se revela como Donald Blake. Loki luego va a preparar su propio regalo para Doom, hablando con un asgardiano llamado Endrik, lanzándole un hechizo que lo hace caer en un sueño. Loki usó a Endrik como sacrificio por Doom para poder intentar usar sus órganos para hacerse inmortal al igual que los asgardianos. Loki luego ve a Bill mientras los veía hablar sobre sus planes, enviando a tres asgardianos rebeldes tras él. Bill intenta luchar contra ellos, pero es apuñalado en el estómago por uno de los guerreros asgardianos superiores. Doom también preparó tres Doombots modificados para acabar con Donald Blake por Loki, pero este intento de asesinato se frustra, aunque por poco. Loki cuestiona que Doom no haya depositado su confianza en él incluso después de todos estos meses, pero Doom le advierte que Doom no es el títere de hombres, dioses o embaucadores y que incluso si estaba tan inclinado a depositar tanta confianza en los demás, entiende que hay recipientes vacíos en los que nunca se debe depositar la confianza, alegando que Loki era "falso". Se revela que Doom también desea usar a los asgardianos como "un ejército de dioses que pueda usar como primera línea de defensa contra mis enemigos".
Sin embargo, Doom luego le dice a la diosa Kelda cuando le exige a Loki que venga a sufrir su ira, que "El tramposo ya no está aquí. Doom y él se han separado". Más tarde, Loki regresa a Balder justo antes de que lleve a sus asgardianos a lanzar un asalto contra Doom en venganza por sus crímenes contra ellos, aparentemente tratando de advertirles de lo que Doom está tramando: experimentar con su gente. Balder no le cree en absoluto y declara que comparte morir por su engaño, a lo que Loki admite que es su culpa por llevarlos a Latveria y pide un juicio justo antes de la muerte. Más tarde, después de que Thor interviene en la batalla contra Doom, Loki le dice a él y a los otros asgardianos que desde Doom se había jactado, cree que la vida aún podría ser devuelta a Kelda si logran devolver su corazón a su cuerpo, y luego usar su magia para ayuda a sostener a Kelda mientras Thor lucha contra Doom con armadura de Destructor y Balder intenta encontrar el corazón de Kelda. Al final de la batalla, Thor logra vencer al Doctor Doom y al Destructor defendiéndose de él hasta que se agota su suministro de energía finita. Sin embargo, se revela que Loki y Doom también habían estado orquestando la batalla, con Loki teletransportando a Doom del peligro al final de la batalla y Doom adquiriendo parte del código genético de Loki para crear un clon de la deidad Trickster, que disecciona y experimenta con entusiasmo; Loki, después de que él y los asgardianos hayan regresado a Oklahoma, de nuevo a favor de Balder por su papel en salvar a Kelda, le asegura a Doom que, a pesar de que la victoria completa no ha sido suya, ambos se beneficiarán de este día "a tiempo". Más tarde, cuando Osborn ataca a Doom durante la reunión de Siege de la Camarilla, Loki solo muestra diversión cuando su (aparentemente ex) aliado está siendo asesinado, pero tampoco parece preocupado cuando los nanites de Doom derriban la Torre de los Vengadores y atacan brutalmente al propio Norman Osborn. Además, también se revela después de la muerte de Loki meses después, que Loki había atraído a los asgardianos a Latveria para tener la oportunidad de obtener un fragmento del alma pura de Kelda, para usar en su arma Eir-Gram contra las hordas caníbales de Dísir que amenazaban a los muertos de Asgard.
Algún tiempo después de los drásticos eventos de la historia de "Utopía" de 2009, pero antes del Asedio de Asgard, después de que Loki libera al Hombre Absorbente para desarrollar sus propios planes complejos contra los Vengadores Poderosos y Oscuros, Osborn intenta reunir a la Camarilla. pero Namor y Frost han desertado, Doom se niega a responder a su llamada, y Capucha lo interrumpe y exige que hagan esto "más tarde" cuando finalmente lo contacte; sin embargo, Loki se le aparece y, mientras Osborn exige que usen toda la fuerza de su alianza para aplastar a Pym hasta que no quede ni una sola Partícula Pym, Loki persuade a Osborn de que hacerlo contra una llamada "la Avispa" estaba por debajo de él, y eclipsar abiertamente a Pym sería más a su favor; los dos equipos de Vengadores pronto se reúnen como uno para enfrentarse al Hombre Absorbente, el conflicto termina cuando Loki le da a Osborn una espada encantada para derrotar al villano y Loki usa magias sutiles para ayudar a restaurar la popularidad de Osborn en los medios.
Poco antes de los eventos del Sitio de Asgard, Loki fue capturado por el nuevo Científico Supremo Hank Pym y sus Poderosos Vengadores usando una nueva invención tecnológica que interrumpe incluso sus poderes y es capaz de torturarlo; Quicksilver está especialmente enojado con Loki, exigiendo que Loki divulgue el paradero actual de su hermana, a lo que Loki afirma que no sabe, simplemente tomando su forma. Loki logra contactar místicamente a su hermano Thor, quien llega y, rechazado por la máquina y los métodos de Pym, libera a Loki, aunque le permite a Pym plantear una consulta a su hermano como una bendición. Pym le pregunta a Loki si le gustaría unirse a sus Poderosos Vengadores, ya que sin darse cuenta había ayudado a formar ambos equipos, para disgusto de todos los presentes, lo que resultó en la disolución de sus Vengadores, e incluso Loki y Thor estuvieron de acuerdo en que Pym es "un lunático".
Incluso la relación de Emma Frost con Osborn era incómoda, siendo inicialmente reacia a convertirse en parte de la Camarilla debido a sus diferencias, e incluso cuando aceptó su lugar entre ellos, ella y Osborn no estaban viéndose "ojo por ojo". Antes de que Namor y Doom hablaran juntos sobre sus planes previstos para Osborn, Namor y Frost se comunicaron telepáticamente entre sí, y acordaron reunirse más tarde en privado para discutir una posible nueva alianza; Doom toma conciencia de su propio pasado y de su posible relación cercana. Además, debido a su pasado romántico, Frost ha hecho un trato secreto con Namor, prometiendo proteger a este último psíquicamente de Osborn y los otros miembros de la Camarilla, a cambio de que Namor jure proteger a los mutantes como si fueran su propia carne y sangre, que Frost señala que son. Al mismo tiempo, con los X-Men, las tensiones han aumentado entre ella y Scott Summers, como es evidente cuando los X-Men, liderados por Cyclops, están en una misión en busca de Daken y Muramasa Blade; Scott afirma que Emma podría haberles dado una ubicación específica, pero ella simplemente no lo hace, y Hisako pregunta si los dos estaban de acuerdo con los méritos de la misión, pero Cyclops respondió que, aunque él y Emma compartían muchas cosas, el liderazgo. de los X-Men no era uno de ellos, y también decía que no podían contar con ella. Mientras tanto, Frost contacta a Osborn a través de un canal seguro, recordándole que "tenían un trato" y le pide que llame a Daken, a lo que Osborn, protegido por escudos psíquicos de última generación y flanqueado por Ares y Venom, pregunta. ella por qué obedecería, además de afirmar que, aunque no sabía nada sobre las actividades de Daken, ahora que su curiosidad se despertó, insistió en que Emma lo iluminara.
Mientras los X-Men y los X-Men Oscuros se preparaban para enfrentarse, Emma reveló su papel de agente doble, endurecido por su descubrimiento de la tortura de Xavier y la falta de preocupación de Osborn por su gente, derrotando a los X-Men oscuros con la ayuda de Namor. Es principalmente debido a su creciente desconfianza en Osborn, con los descubrimientos de Namor del Sentry matando a los terroristas atlantes pero inicialmente conteniendo su ira pero luego se unió a los X-Men Oscuros debido a su romance con Emma Frost, quien lo convenció de unirse a los X-Men Oscuros y entró psíquicamente en su mente, buscando descubrir las respuestas a algunas de sus preguntas. Frost extendió una invitación a Cloak y Dagger para que se unieran a los verdaderos X-Men mientras se teletransportaban a la base de la isla recién creada, Utopia. Tanto la relación de Frost como de Namor con Osborn parece estar profundamente tensa en este punto, con el ex Duende Verde diciéndoles a los Vengadores Oscuros y los X-Men Oscuros que le traigan la cabeza de Namor y el corazón de Emma Frost y que Summers los ve hacerlo. Emma Frost y Namor abandonaron oficialmente a la Camarilla, para ser reemplazados por dos nuevos miembros, "sin que los otros miembros restantes de la Camarilla tengan nada que decir al respecto" en Siege: The Cabal. Sin embargo, un Osborn enfurecido y vengativo ahora se esfuerza sin vacilar por destruir a Namor y su gente como venganza por su traición y unirse a los X-Men. Emma Frost promete ayudarlo como él la ha ayudado a ella y a su equipo, y todo el equipo de X-Men trabaja de inmediato para investigar las bajas atlantes, evacuar a los sobrevivientes y ayudar a Namor contra esta misteriosa nueva amenaza marina, el Marrina-Monster. Namor se ve obligado a matar a su ex amante para detenerla, pero pronto se enfrenta a Osborn por controlarla para vengarse de Namor, prometiendo matarlo por sus crímenes. Aunque la confrontación real no se ve, más tarde el nombre de Namor se ve tachado en la Lista de Osborn. En otra parte, Namor y Reed Richards llegan a la tumba del Capitán América, pero no descubren el cadáver de su camarada caído, para sorpresa de ambos hombres.
A pesar del disgusto de Doom por el movimiento de Osborn contra Namor en Siege: The Cabal y su exigente Osborn detienen su curso de venganza (que llevó a la destrucción de su propia alianza), se revela que como "cada héroe involucrado en el conflicto que se avecina desea vengarse de Doom por varias razones", Emma Frost y Namor, ahora ambos miembros en buena posición de los X-Men, también buscarán hacer que Doom pague por su traición contra ellos, en DoomWar, lo que indica que por una variedad de razones de Doom, captura a la X-Man Tormenta a su intento engañoso de convencer a Shuri de que en realidad era Namor quien había agredido a su hermano, ha destruido la alianza una vez fuerte de Doom con Namor. Además, Doom también ha afirmado que no confía en Namor, debido a que los dos se enfrentaron después de aliarse contra enemigos comunes en el pasado, y si su alianza con Namor falla, con Namor volviéndose contra él, estaría dispuesto a une fuerzas con Attuma, un archienemigo de Namor, y uno que él cree que podría servir como un "contraataque" a Namor. En algún momento del Reino Oscuro después de la formación de la Camarilla, aunque se describe que una gran parte de los civiles atlantes todavía residen en los océanos bajo el gobierno de Namor, Namor deja en claro que los militares atlantes todavía residen en Latveria, cuando él propone que un mutante atlante se mude a Latveria con ellos, aunque no se vio tal fuerza militar cuando Doom fue atacado por Morgan le Fay o cuando los asgardianos se mudaron a Latveria. Sin embargo, Namor, después de los eventos de Utopía, revela a los X-Men sobre los planes de Osborn que causaron la muerte de cientos, si no miles, de su gente, que la fuerza militar atlante estaba muy lejos, "fuera" de Latveria, lo que implica que aunque su alianza con Osborn ha sido destruido, su alianza con el Doctor Doom de alguna forma todavía existe.
Norman Osborn, elige a Taskmaster como el quinto miembro de su nueva Camarilla debido a su participación en ahuyentar las amenazas recientes al Campamento H.A.M.M.E.R., a pesar de las dudas de la Capucha, y le dice a Robbins que ve a Taskmaster como un activo valioso para su grupo encubierto. Osborn también agrega que mientras él y Capucha son "hombres de negocios", Osborn reconoce al Dr. Doom como un "megalómano" y a Loki como alguien que los considera "poco más que moscas de la fruta que hablan", advirtiendo a Capucha que uno o ambos podrían pronto se volverá contra ellos debido a que la traición de Frost y Namor desestabilizó a la Camarilla. Sin embargo, Osborn agrega que está preparado para tales traiciones, y después de lidiar con ellos, formará una nueva Camarilla, una organización que puede controlar por completo. Taskmaster y Capucha más tarde se unen a Osborn en su Asgard, luchando contra los Vengadores.
Aunque las relaciones de los otros cinco miembros de la Camarilla están llenas de inquietud y tensión, el propio Norman Osborn no es ni ciego ni indefenso con sus recursos de H.A.M.M.E.R., los Vengadores Oscuros, la armadura de Iron Patriot y la misteriosa figura en la sombra (o "arma secreta") que Osborn ha usado para amenazar a los de la Camarilla si buscaban traicionarlo combinados, convirtiéndolo en un formidable aliado y enemigo, revelado como el lado oscuro del Centinela, el inmensamente poderoso y mortal Vacío.
En los principales eventos de Siege: The Cabal, Norman Osborn, habiendo sucumbido a su personaje de Duende Verde y el temor de que Asgard representara una amenaza para el orden natural y la Tierra misma, reúne a los de la Camarilla una vez más, con el Doctor Doom llegando y mostrando arrogantemente disgusto por la presencia de Taskmaster entre los de la Camarilla. Doom exige que Osborn revierta de inmediato su curso de acción contra su aliado Namor, a lo que Osborn se niega, diciendo que él y Emma Frost habían "cruzado la línea" con él. Doom, que odia a Thor y los asgardianos aún más debido a su reciente derrota a manos de ellos, afirma que apoyará la "locura" de Osborn si Namor le es devuelto, pero Osborn se niega. El misterioso aliado de Osborn, el Vacío, ataca violentamente al Doctor Doom, y un Loki aparentemente divertido le dice a Capucha que debería irse, ya que no hay nada aquí para ninguno de ellos, que Capucha, ahora leal a Loki debido a su mano en la restauración. de sus habilidades místicas, está de acuerdo. Sin embargo, se revela que "Doom" es en realidad un Doombot mejorado, que libera enjambres de nanitos de Doombot contra la Camarilla, derribando la Torre de los Vengadores y obligando a sus habitantes, como los Vengadores Oscuros, a evacuar. Osborn es rescatado por Sentry, quien destruye el cuerpo. Cuando Osborn contacta a Doom, Doom le dice que no vuelva a golpearlo o que está dispuesto a ir más lejos. Más tarde, Osborn intenta obtener la autoridad para liderar un asalto contra Asgard del Presidente de los Estados Unidos, pero falla. Loki le dice que para comenzar su Siege con éxito, necesitará un "incidente incitante", similar al que inició la Guerra Civil.
Loki y Osborn observan a Volstagg, que busca comenzar sus aventuras como Thor, y se dirige a Chicago. Volstagg detiene a la fuerza el coche de un pistolero salvaje que intenta escapar, pero de inmediato es atacado por cuatro poderosos miembros del sindicato del crimen de Capucha, los U-Foes, y Loki ha arreglado con Parker Robbins para enviarlos a atacar a Volstagg, quien está arruinado en medio de un campo de fútbol. El conflicto resultante es tan colosal que todo el campo de fútbol queda destruido, y Loki y Osborn han creado con éxito el incidente incitador que habían buscado, comenzando el Asedio de Asgard. Más tarde, Loki advierte a Balder en Asgard que Midgard se está movilizando contra Asgard, alegando (falsamente) que trató de razonar y detener a Norman Osborn.
Loki, cuando Osborn le pidió ayuda, más tarde aparentemente envía a Capucha y su sindicato como refuerzos para ayudar a las fuerzas de Osborn contra los Vengadores, y cuando Thor le pregunta a Osborn dónde estaba Loki en todo esto, el inestable Osborn afirmó que estaba "muerto", al igual que todos ellos, debido a que el Vacío está completamente liberado ahora.
Loki, horrorizado por el terrible daño que el Vacío y sus propias manipulaciones han causado, recupera las Piedras Norn de la Capucha (posiblemente con la ayuda de Odín), eliminándolo de todo poder, y lo usa para revivir y empoderar a los héroes mortales e inmortales golpeados desde abajo por el Vacío. Sin embargo, el Vacío pronto descubre que es él quien es el responsable de salvar a los héroes y lo mata brutalmente en momentos, a pesar de los esfuerzos combinados de Thor y Iron Man para alcanzarlo, lo que hace que los héroes pierdan todo su poder. Sin embargo, las acciones y el sacrificio de Loki habían logrado debilitar el Vacío y enfurecer a Thor lo suficiente como para atacarlo salvajemente, con tanta fuerza y brutalidad, que, con la ayuda de Iron Man y los otros Vengadores, junto con la desesperada súplica del Sentry para que él fuera asesinado, fue capaz de repeler y finalmente aniquilar el Vacío, y con él, Sentry.
Por lo tanto, el Reino Oscuro termina para siempre después del fallido Asedio de Asgard, con Norman Osborn, Capucha y Taskmaster finalmente detenidos y puestos bajo custodia (con la persona del Duende Verde de Osborn burlándose de él mientras dice que si no hubiera estado interfiriendo, lo haría no han fallado tan miserablemente), Frost y Namor permanecieron con los X-Men y lucharon junto a los mutantes durante los eventos de Second Coming y más allá, Loki destruyó físicamente pero su espíritu no estaba ligado a Hela, y el Doctor Doom permaneció como gobernante de Latveria e intentó para promover sus ambiciones al apoderarse del vibranium de Wakanda para amplificar sus poderes místicos a niveles incalculables y construir un ejército imparable, lo que le permite conquistar el mundo.
Emma Frost, Namor y Doom no están involucrados en los eventos del Asedio real, aunque se representa a algunos de los X-Men observando cómo Osborn es desenmascarado en la televisión en vivo. Más tarde, Maria Hill intenta (aparentemente sin éxito) persuadir al presidente y su gabinete para que se comuniquen con los Cuatro Fantásticos y los X-Men para ayudar a los Vengadores contra las fuerzas de Capucha. Los tres están muy involucrados en los eventos de DoomWar, que tienen lugar poco después de los eventos de Siege y la caída de Norman Osborn y su Camarilla ya lisiado, con los Cuatro Fantásticos y los X-Men uniendo fuerzas con su aliado T'Challa contra Doctor Doom.

### La Nueva Camarilla
Durante la búsqueda de los Illuminati renacidos para salvar la Tierra de las incursiones (accidentes planetarios multidimensionales), el costo moral comienza a abrumar a los miembros, excepto a Namor. Cuando los Illuminati deciden rendirse, Namor reúne a una nueva Camarilla que consiste en él mismo, Thanos, Maximus el Loco, miembros del Orden Negro Corvus Glaive y Proxima Midnight, Terrax, la verdad de Enlightened y Cisne Negro para destruir los otros mundos. Ocho meses después, habiendo tomado las ruinas de Wakanda como base, los gobiernos de la Tierra le han dado permiso a la nueva Camarilla para acabar con las incursiones, aunque Namor admite que los miembros de su Camarilla son mucho más viciosos e incontrolables de lo que pensaba anteriormente.Cada vez más disgustado con su masacre al por mayor, Namor colabora con los Illuminati en un plan para destruir a la Camarilla atrapándolos en la próxima Tierra para ser destruidos, pero Pantera Negra y Black Bolt deliberadamente dejan a Namor atrás para morir con la Camarilla por sus acciones pasadas. Sin embargo, sin que los Vengadores lo supieran, ese mundo terminó teniendo dos Incursiones simultáneas, lo que permitió a Namor y la Camarilla escapar a la tercera Tierra, la Ultimate Marvel Tierra, y al llegar, encontrarse con Reed Richards de ese universo. Cuando ocurre la incursión final, los de la Camarilla logran escapar de la destrucción en una 'cápsula de vida' especialmente diseñada, sin saber que han sido 'seguidos' por el nuevo Spider-Man de la Tierra Definitiva, que se coló en la cápsula mientras era invisible.

## Versiones alternativas

### Posible futuro
En una visión sorprendente de un posible futuro, imaginado por el Doctor Doom (posiblemente con la ayuda de sus habilidades místicas) que ocurriría si Osborn no cayera en su naturaleza e implosionara, un año después de la primera reunión de la Cábala, los poderes de Norman Osborn han solo crecido, y el Reino Oscuro es supremo; los Vengadores Oscuros (Sentry, Daken, Venom, Bullseye y Moonstone) se reúnen con Namor, Osborn y Doom. Doom, que lleva la capa de Hood, ha luchado y matado a Robbins, y ha encarcelado a Emma Frost y Loki como esclavos semidesnudos encadenados a su trono. El Cubo Cósmico está en su poder y, después de teletransportar a los Vengadores Oscuros al otro lado del universo, él y Namor derrotan y matan a Osborn. Al final, el Dr. Doom fantasea con el día en que también se deshará de Namor y tomará su lugar como gobernante del mundo entero.

## En otros medios

### Televisión
- Dos encarnaciones diferentes de la Camarilla aparecen en la serie animada Avengers Assemble.[50]
  - En la temporada 1, el episodio "El Protocolo de los Vengadores" Pt. 2, Red Skull y M.O.D.O.K. deciden contrarrestar a los Vengadores formando la Camarilla e invitando a Attuma, Doctor Doom y Drácula a unirse a ellos. Mientras Doom rechaza su invitación en el episodio "La Serpiente de Doom", Red Skull se encuentra personalmente con Drácula en el episodio "Conflicto de Sangre" para confirmar la suya. En el episodio "Super-Adaptoide", Justin Hammer crea el androide titular para ganar membresía en la Camarilla, solo para que este último sea invitado a pesar de que los Vengadores lo derrotan. En el episodio "Que Vengan los Malos", Red Skull finge su rendición para distraer a los Vengadores mientras el resto de la Camarilla se infiltra con éxito en el Tri-carrier de S.H.I.E.L.D. para obtener la celda de Hyperion para que Red Skull pueda reclutarlo también. En el episodio "El Embajador", la Camarilla ataca al Doctor Doom por negarse a unirse a ellos. Sin embargo, los Vengadores intervienen y ponen a Doom a salvo, lo que obliga a la Camarilla a retirarse. En el episodio "Cuestión de Números", la Camarilla compite con los Vengadores para obtener el Tesseracto, en el que tienen éxito. En el episodio "Exódo", Red Skull orquesta el robo de iridio y proto-armas de la compañía de Hammer para construir un máquina impulsada por el Tesseracto. Una vez que está listo, abre cuatro portales a mundos diferentes e intenta enviar a la Camarilla a través de ellos. Sin embargo, Iron Man descubre que los portales los habrían matado antes de derrotar a Red Skull, que usa el Tesseracto para convertirse en el Cráneo Cósmico. En el episodio "La Batalla Final", M.O.D.O.K. transporta al resto de la Camarilla a la Torre de los Vengadores para que puedan encontrar recursos para derrotar a Cosmic Skull, solo para ser atrapados por el sistema de seguridad mientras M.O.D.O.K. es teletransportado a una ubicación diferente junto a Black Widow. Durante la lucha de los Vengadores contra Cosmic Skull, Iron Man convence a la Camarilla para que los ayude. Una vez que los dos equipos identifican a su enemigo común, Black Widow y M.O.D.O.K. regresan y separan el Tesseracto del Cosmic Skull, convirtiéndolo de nuevo en Red Skull. Después de que Red Skull y el Tesseracto desaparecen en un portal, M.O.D.O.K. asume el liderazgo de la Camarilla y los teletransporta.
  - En la temporada 4, una segunda encarnación de la Camarilla aparece en el episodio de dos partes "No Más Vengadores", aparentemente dirigido por el Líder y que consta de Arnim Zola, Kang el Conquistador, la Encantadora y Skurge. Usando un prototipo de Reactor Arc y Vibranium robado, la Camarilla construye un expansor estático para atrapar a los Vengadores. Esto lleva a la Pantera Negra a formar los Vengadores completamente nuevos y diferentes para ayudar a rescatarlos y luchar contra la Camarilla. Cuando el Líder es derrotado, los demás eligen no ayudarlo y, en su lugar, activan la anulación del expansor estático para dispersar a los Vengadores cautivos en el tiempo y el espacio. En el episodio "El Regreso", los Nuevos Vengadores rescatan con éxito a los Vengadores originales antes de descubrir que Loki es el verdadero líder de la Camarilla y unen fuerzas para derrotarlo.

### Videojuegos
- Una versión de la Camarilla aparece en la precuela del cómic del videojuego Marvel vs. Capcom 3: Fate of Two Worlds, que consta de Doctor Doom, Magneto, M.O.D.O.K., Super-Skrull, Taskmaster y Albert Wesker, un supervillano de una suplente Tierra. Wesker propone que la Camarilla lo ayude a conquistar su Tierra, ya que carece de superhéroes, pero no pueden encontrar una fuente de energía para abrir un portal a su universo. Super-Skrull sugiere que le roben equipo a Galactus, a lo que el resto de la Camarilla está de acuerdo. Esto une a los héroes de los universos Marvel y Capcom para detenerlos.
- La Camarilla hace un cameo al final de Marvel Avengers: Battle for Earth.
- La Camarilla aparece en el juego móvil Marvel: Contest of Champions, liderado por Red Skull y que consta de Iron Patriot, Loki, Kingpin y Punisher 2099.